# Donnergott
Donnergötter (siehe auch Donner in der Mythologie) tauchen in vielen polytheistischen (Natur-)Religionen auf. Sie bilden eine teilweise Unterklasse der Wettergötter. Neben den zahlreichen Gottheiten, die mythologisch primär mit dem Donner als Identifikationsmerkmal eines Gewitters verknüpft sind, findet man auch allgemeinere Gewittergötter oder – seltener – Blitzgötter.

## Liste
Eine unvollständige Auflistung umfasst:
- Donar oder Thor bei den Germanen
- Athtar, ein westsemitischer Gott
- Ba’al, verschiedene Gottheiten im syrischen und levantinischen Raum
- Indra, ein vedischer Gott
- Lei Gong, ein chinesischer Gott
- Ninurta, ein sumerischer Kriegsgott, der im assyrischen Reich auch als Donnergott verehrt wurde
- Perun bei den Slawen
- Pērkons, ein baltischer Gott
- Quzah, ein alt-arabischer Gott
- Raijin, ein japanischer Shinto-Gott
- Shango, Gott der Yoruba
- Taranis, ein keltischer Gott
- Tupã (Tupan), ein Donnergott der Guaraní
- Zeus, griechischer Gott der Blitze, des Donners und des Wetters

## Galerie

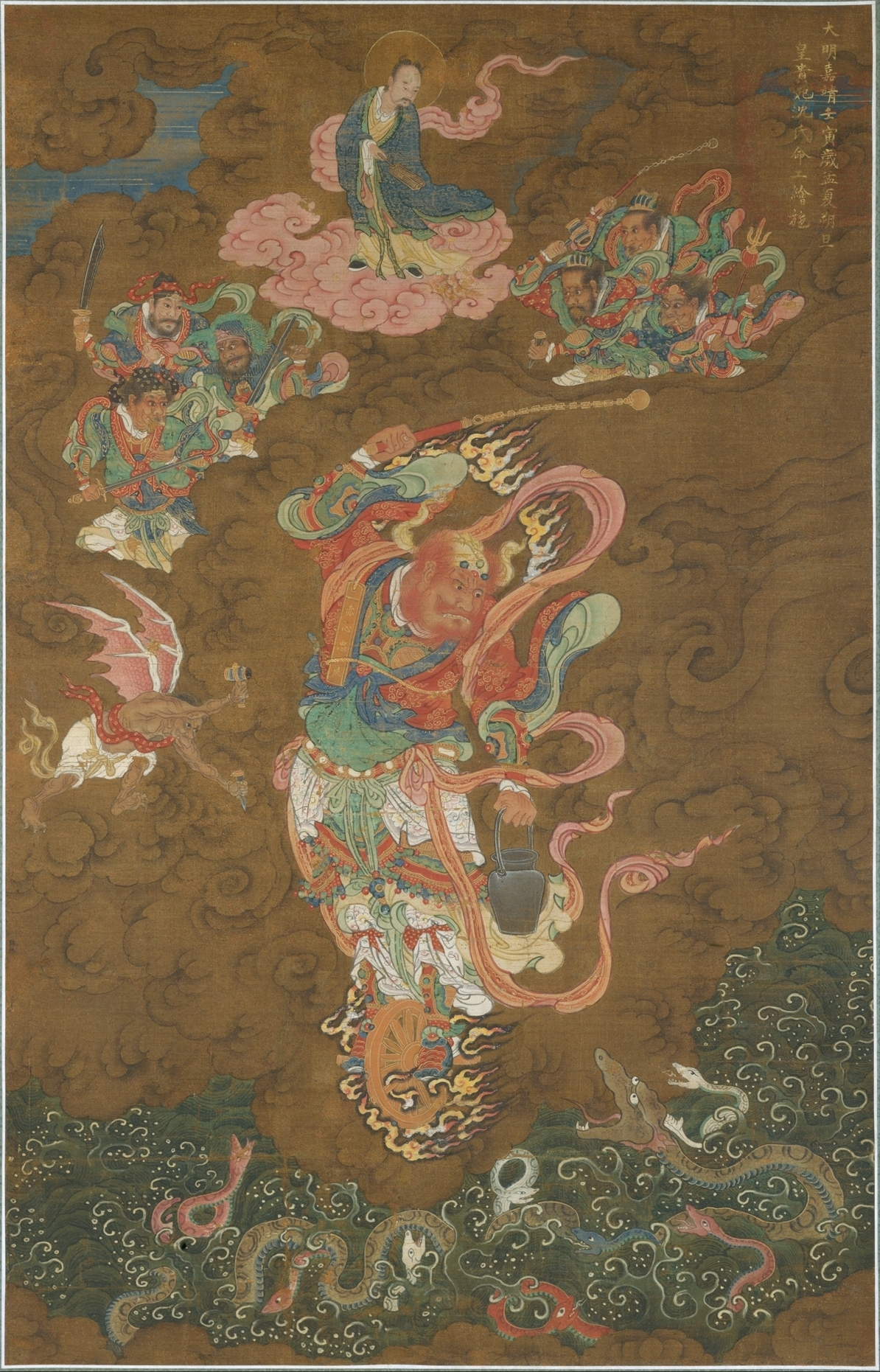
Lei Gong
Thor
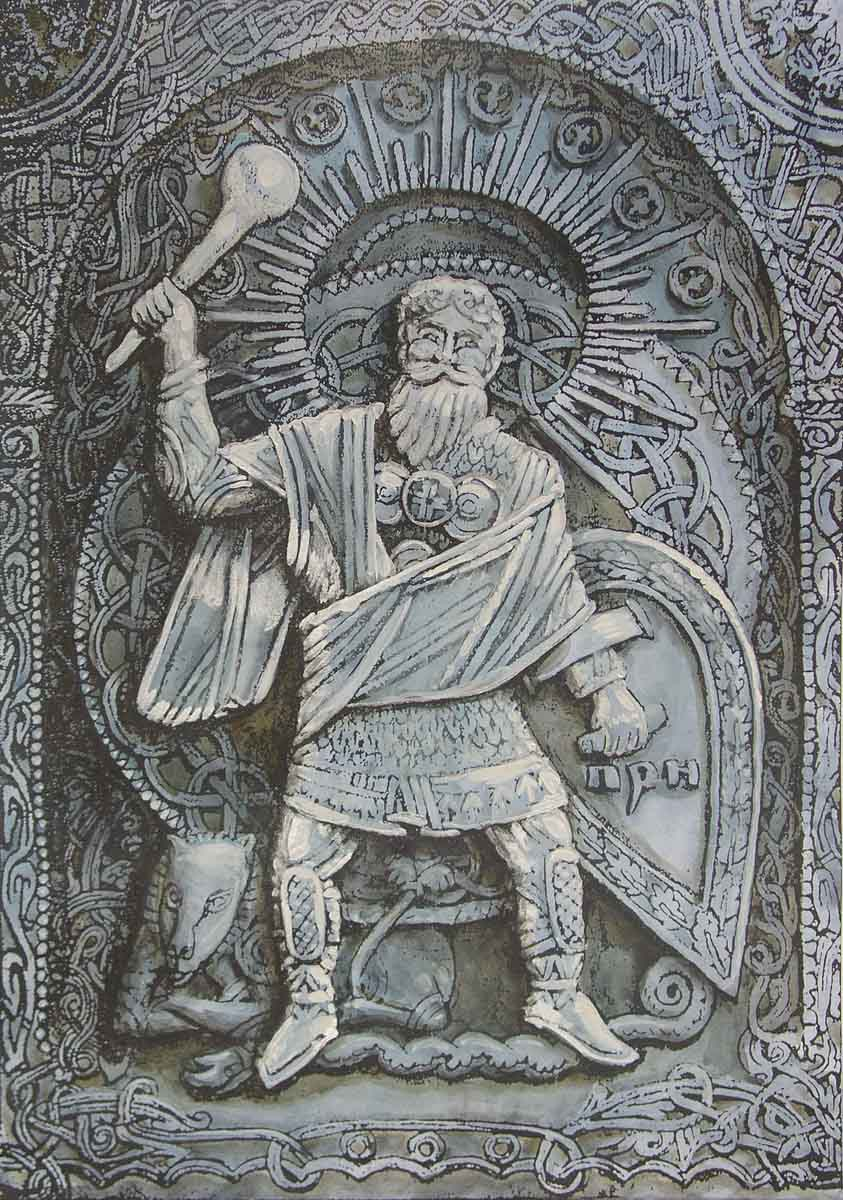
Perun
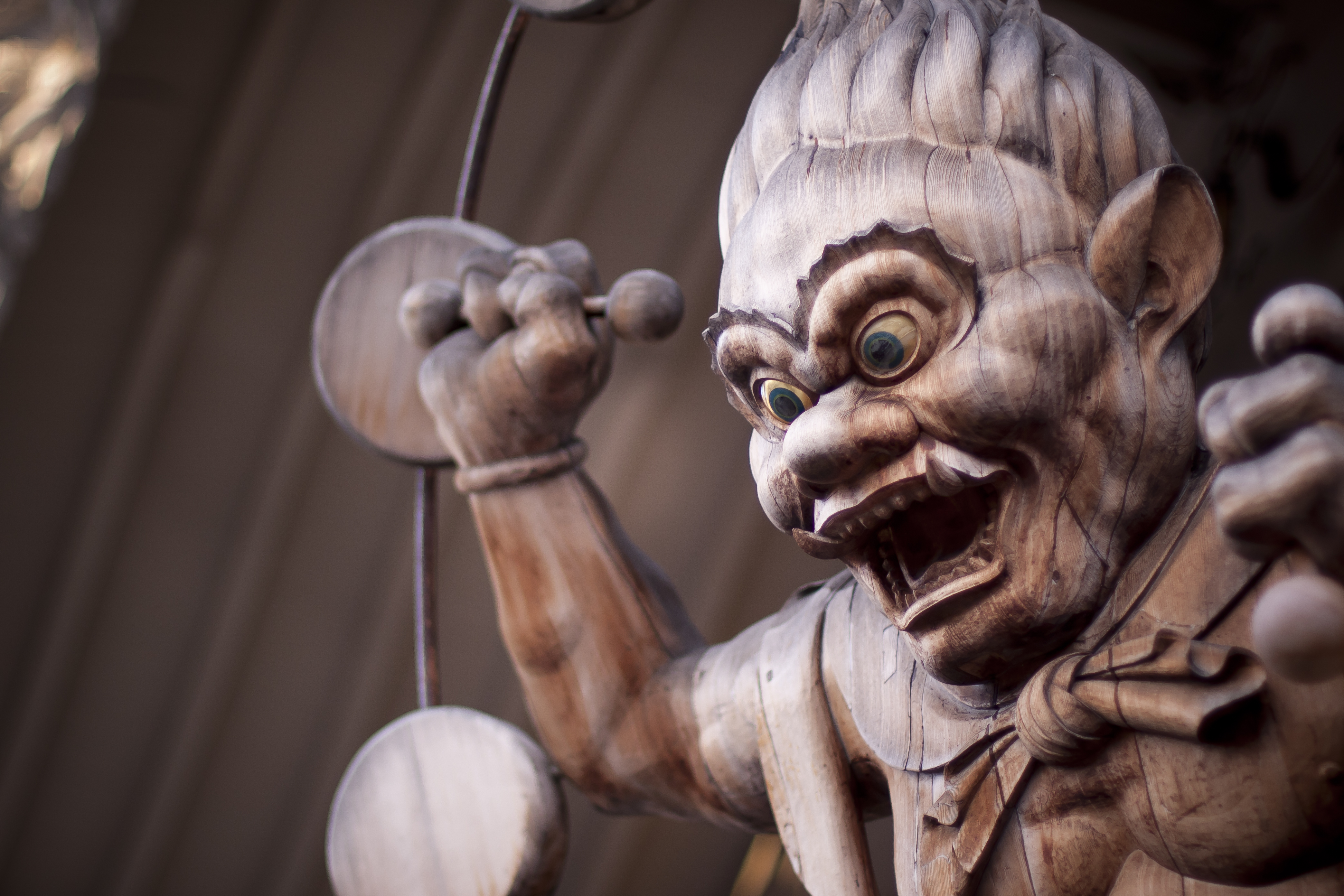
Raijin
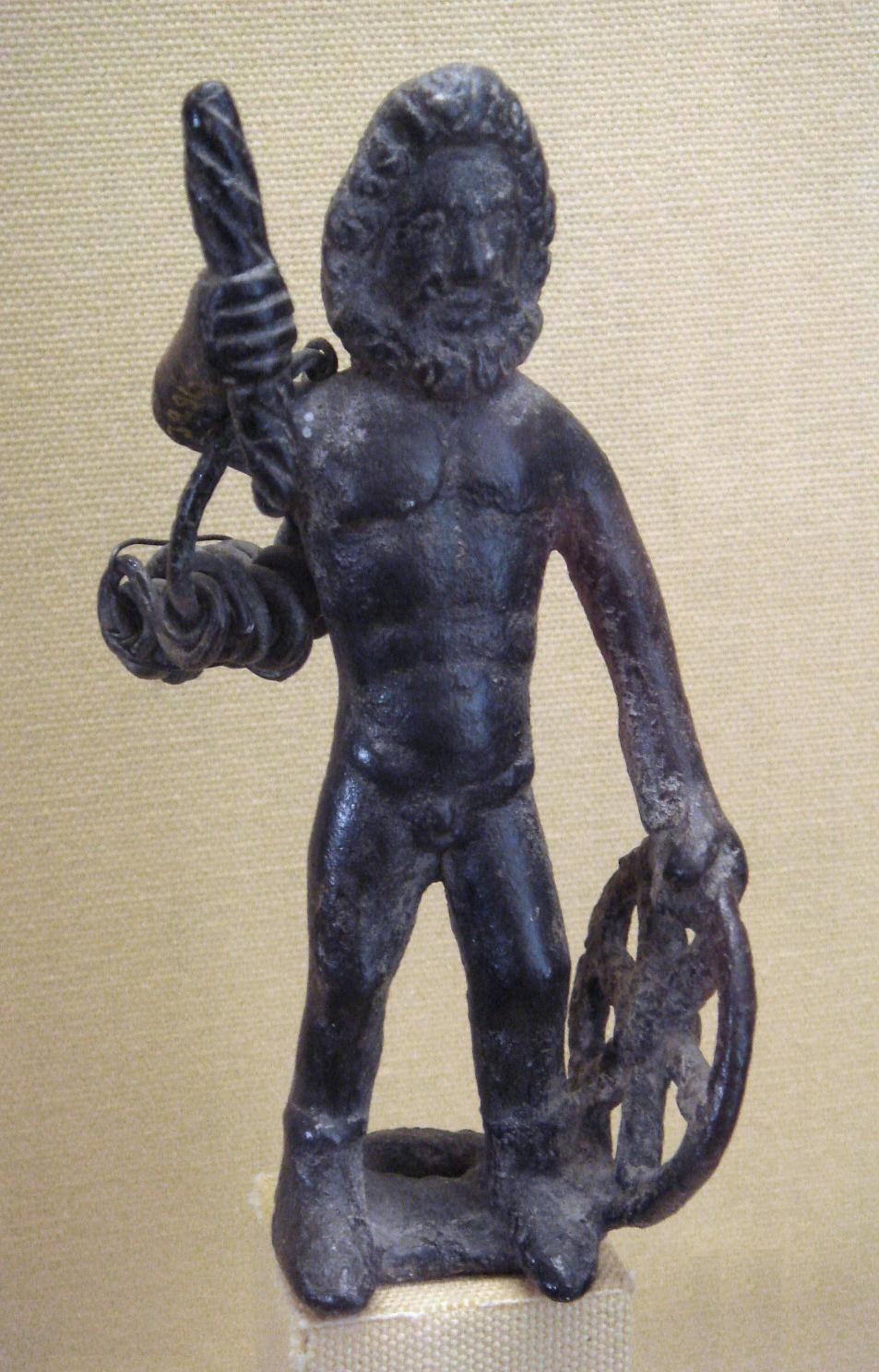
Taranis